# يان وود (لاعب كرة قدم)
يان وود (بالإنجليزية: Ian Wood)‏ (15 يناير 1948 في المملكة المتحدة - ) هو لاعب كرة قدم بريطاني في مركز الدفاع. لعب مع أولدهام أثلتيك ونادي بيرنلي وسان خوزيه إيرث كويكس وDenver Dynamos ‏ ونادي رادكليف ‏ وويتشاتا وينغز ‏.